# George Wallace
George Corley Wallace (25. srpna 1919 Clio, Alabama, USA – 13. září 1998 Montgomery, Alabama, USA) byl americký politik a člen Demokratické strany, který čtyřikrát sloužil jako guvernér státu Alabama (1963–1967, 1971–1979 a 1983–1987). Nejvíce se proslavil svým tvrdým postojem proti rasové integraci v 60. letech 20. století.
Wallace se narodil v Clio v Alabamě a vystudoval právo na University of Alabama. Během druhé světové války sloužil v armádě Spojených států. Po válce byl zvolen do Sněmovny reprezentantů Alabamy a později působil jako státní soudce. V roce 1962 byl zvolen guvernérem Alabamy a během svého inauguračního projevu pronesl známou větu: „Segregace nyní, segregace zítra, segregace navždy.“
V roce 1963 se Wallace stal celonárodně známým, když se postavil před vchod na University of Alabama ve snaze zabránit vstupu černošských studentů, což je událost známá jako „Stand in the Schoolhouse Door“.
Wallace se také několikrát neúspěšně ucházel o prezidentský úřad. V roce 1972 byl během kampaně na prezidenta postřelen a zůstal ochrnutý od pasu dolů. V pozdějších letech své politické kariéry se distancoval od svých dřívějších segregacionistických názorů a omluvil se za ně. Zemřel v roce 1998 v Montgomery v Alabamě.